# Pediopsis flavobrunnea
Pediopsis flavobrunnea är en insektsart som beskrevs av Evans 1971. Pediopsis flavobrunnea ingår i släktet Pediopsis och familjen dvärgstritar. Inga underarter finns listade i Catalogue of Life.